# 59-та окрема штурмова бригада (Україна)
59-та окрема штурмова бригада безпілотна імені Якова Гандзюка (59 ОШБр, в/ч А1619, пп В4050) — військове з'єднання Сил безпілотних систем Збройних сил України чисельністю у бригаду.
Бригада була сформована наприкінці 2014, після початку російської агресії, як 59-та окрема мотопіхотна бригада. Російське вторгнення 2022 року зустріла на Кримському напрямку біля перешийку, зазнала важких втрат. Воювала за Херсон і Миколаїв. 2024 року воювала у Красногорівці, під Покровськом. 2025 року переформована на штурмову і переведена із Сухопутних військ до Сил безпілотних систем.
Носить почесну назву на честь Якова Гандзюка — українського військового діяча часів Перших Визвольних змагань.

## Історія

### Передумови
У лютому 2014 року почалася російська збройна агресія проти України: Росія вторглася до Криму та анексувала його. В Україні почалася часткова мобілізація.
13 квітня 2014 року розпочалися бойові дії війни на сході, після захоплення Слов'янська Донецької області російськими диверсійними загонами під командуванням Ігоря Гіркіна. 30 квітня 2014 року в.о. Президента України Олександр Турчинов доручив керівникам обласних адміністрацій почати створення батальйонів територіальної оборони в кожній області України. Влітку українські війська вели бої на російсько-українському кордоні, під Донецьком, Луганськом, та на Приазов'ї, ізолюючи угруповання бойовиків від постачання з Росії та розсікаючи утримувані ними території. Після втручання регулярної російської армії, українські сили зазнали низку поразок і були змушені відійти з-під Луганська, Іловайська та Новоазовська.

### Створення
Військова частина була створена під час російсько-української війни. 8 грудня 2014 року вийшла спільна директива Міністерства оборони України та Генерального штабу Збройних Сил України про початок формування.[джерело?] Термін формування було заплановано до 20 грудня 2014 року. Номінально основою для формування бригади мали стати: 9-й окремий мотопіхотний батальйон (до переформування 9 бТрО Вінницької області), 16-й окремий мотопіхотний батальйон, 45-й окремий мотопіхотний батальйон (раніше 5-й батальйон охорони Повітряних Сил).[джерело?] За фактом замість 16-го і 45-го її поповнили 10-й та 11-й мотопіхотні батальйони. Від механізованої бригади загальновійськового комплектування, відрізняється меншою кількістю бронетехніки (підрозділи на автомобілях), відсутністю самохідної артилерії та відповідною штатною структурою.
Місце дислокації управління та підрозділів бригади знаходяться в м. Гайсин Вінницької області, військове містечко № 100 (фонди розформованого у 2013 році 31-го навчального авіаційного центру, в/ч А3769). Місце дислокації двох батальйонів: м. Подільськ Одеської області на фондах колишнього 90-го навчального центру автомобільних військ.
2015 року бригаді додали танкову роту.
Прапор частини з'єднання отримало під час святкування Дня Незалежності України 2015 року.
В вересні 2015 року бригада в повному складі вперше ввійшла в зону АТО і цілий рік без ротацій боронила неокуповані території Донецької та Луганської областей на всіх напрямках.[джерело?]
До лютого 2019 року бригада 9 місяців виконувала завдання в зоні бойових дій на сході України.
6 травня 2020 року бригада отримала почесну назву на честь Якова Гандзюка — українського військового діяча часів Перших Визвольних змагань, отамана бригади армії УНР.

### Російське вторгнення 2022 року

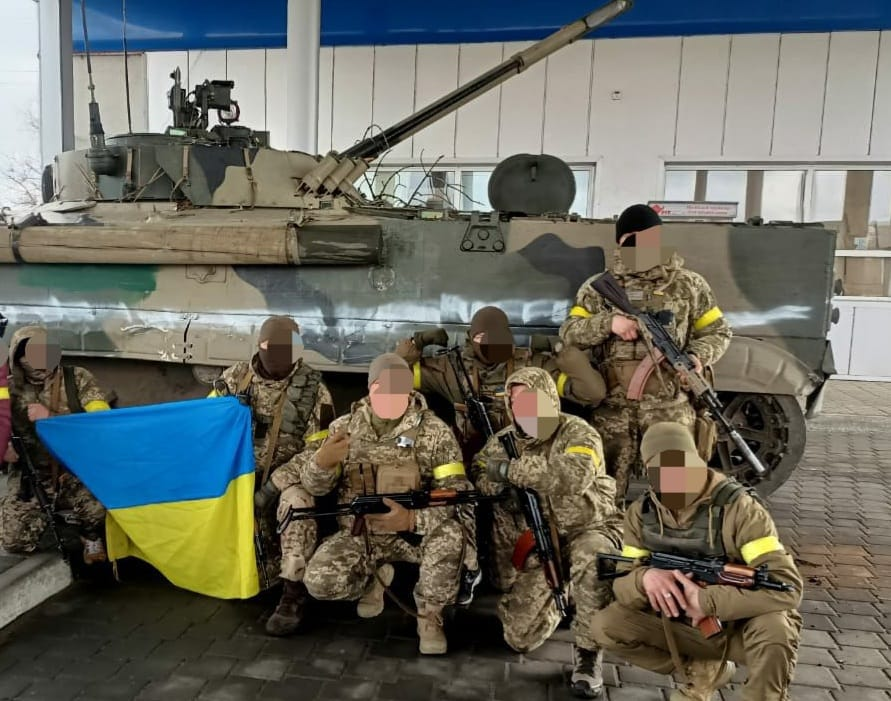
Воїни мотопіхотної бригади імені Якова Гандзюка захопили російську БМП-3

О 4 ранку 24 лютого 2022 року бригада дислокувалася неподалік Криму. Пролунали вибухи, було оголошено тривогу, і підрозділи бригади почали залишати польовий табір та висуватися на визначені райони зосередження, а звідти — на рубежі в напрямку Чонгар-Чаплинка. Під час висування росіяни завдали по бригаді авіаційні удари. Певний час підрозділи бригади перебували на рубежах, але згодом за командою почали відходити спочатку в район Брилівки, а потім — Великих Копанів. На той момент росіяни намагалися не вступати у пряме зіткнення, а обходили із флангів, беручи українські сили у кліщі і просуваючись на Олешки і до Нової Каховки. Близько 11-ї години дня росіяни здійснили вертолітний десант в районі Антонівського мосту, Антонівки та Садового. 59-та бригада фактично опинилася в оточенні на лівобережній частині Херсонщини. Танковий підрозділ під командуванням Євгена Пальченка спершу прийняв бій в районі Нової Каховки, але згодом дістав команду на передислокацію до Антонівського мосту. Три танки бригади під командуванням Пальченка змогли прорвати російське кільце в районі Антонівського мосту. Там же вийшов із боями з оточення Дмитро Дозірчий, командир танкової роти.

25 лютого 59-та бригада разом з 124-ю бригадою територіальної оборони відійшли з Херсона. За перші два дні боїв танкові підрозділи бригади брали участь у боях у Сергіївці, Олешках, біля Антонівки за Антонівський міст та біля Чорнобаївки.
У листопаді 2022 року бригада брала участь у боях на Херсонському напрямку та звільненні правобережжя Херсонщини.
16 січня 2024 стало відомо, що ротно-тактична група «Птахи Мадяра» вийшла зі складу 59-ї бригади, оскільки була реформована в окрему військову частину Морської піхоти.
У лютому 2024 року до бригади перейшла частина штурмового батальйону імені Героя України Дмитра Коцюбайла «Вовки Да Вінчі» зі складу 67-ї окремої механізованої бригади ЗСУ.
У липні 2024 року Головнокомандувач ЗСУ Олександр Сирський наказав здійснити перевірку у бригаді, щоб з'ясувати обставини нещодавніх втрат серед військових. Цьому передувало звернення парамедикині Катерини Поліщук «Пташки» про факти «злочинних наказів, свідомої недбалості, нехтування життям та здоров'ям особового складу».
Станом на січень 2025 року бригада обороняла Покровськ. 2 січня 2025 президент Зеленський подякував бійцям бригади за оборону міста.
3 січня 2025 року бригада реорганізована у штурмову та переведена до складу Сил безпілотних систем.
15-16 травня 2025 року у бригаді екстренно змінили командира. На місце підполковника Богдана Шевчука призначили полковника Олександра Сака. Бригада на той час перебувала на одній з найтяжчих ділянок Покровського напрямку. За даними Української правди, рішення приймав не командувач Сил безпілотних систем Вадим Сухаревський, а Головнокомандувач ЗСУ Олександр Сирський. Рішення пов'язували з ускладненням обстановки на тій ділянці оборони 59-ї бригади. Бригада вже кілька місяців стояла на тій ділянці, але останні тижні росіяни мали успіхи в просуванні.

## Структура

### 2014
- управління (штаб)
- 9-й окремий мотопіхотний батальйон «Вінницькі Скіфи» (м. Кодима)[18]
- 10-й окремий мотопіхотний батальйон (смт. Тростянець)
- 11-й окремий мотопіхотний батальйон (м. Подільськ)[19]
- танковий батальйон
- бригадна артилерійська група
  - батарея управління та артилерійської розвідки
  - артилерійський дивізіон
  - самохідний дивізіон
  - реактивна батарея
  - протитанковий артилерійський дивізіон
- зенітний ракетно-артилерійський дивізіон
- взвод снайперів
- розвідувальна рота
- інженерна рота
- медична рота
- польовий вузол зв'язку
- рота РХБ захисту
- ремонтна рота
- рота матеріального забезпечення
- комендантський взвод

### 2022
- ротно-тактична група «Птахи Мадяра» (16 січня 2024 переведена до Морської піхоти)[12]

### 2024
- 10-й окремий мотопіхотний батальйон[20]
- 11-й окремий штурмовий батальйон[21][22]
- 108-й окремий штурмовий батальйон «Вовки Да Вінчі»
- 1-й стрілецький батальйон[23]
- 2-й стрілецький батальйон[24]
- спеціалізований батальйон «Шквал»[25]
- 1-й батальйон безпілотних систем «Хижаки висот»[26][27]
- 2-й батальйон безпілотних систем[28]
- розвідувальна рота
  -  інтернаціональна розвідрота «Chosen Company»[29]
- навчальний центр
  -  підрозділ «Нічні Самураї»[30]

## Оснащення
- БМП-3[31]

## Командування
- полковник Осипчук Василь Миколайович
- 2018—2019: полковник Шведюк Володимир Петрович[32]
- 2019—29.10.2021: полковник Шаповалов Геннадій Миколайович[33]
- 29.10.2021—02.2022: полковник Виноградов Олександр Анатолійович[33]
- 02.2022—02.2024: полковник Сухаревський Вадим Олегович[34][35]
- 02.2024—05.2025: підполковник Шевчук Богдан Володимирович[36]
- з 05.2025: полковник Сак Олександр Олександрович[17]

## Традиції

### Назва
У лютому 2018 року військовий кореспондент та аналітик Геннадій Карпюк написав, що тоді обговорювалася ідея присвоєння 59-й окремій мотопіхотній бригаді імені Євгена Коновальця. Ця інформація була заперечена істориком і спеціалістом воєнно-історичної політики при МОУ Василем Павловим.
6 травня 2020 року бригада отримала почесну назву на честь Якова Гандзюка — українського військового діяча часів Перших Визвольних змагань, отамана бригади армії УНР.

### Емблема
За даними Миколи Чмира, початково нарукавна емблема бригади була розроблена безпосередньо в частині, і враховувала місця створення батальйонів з Вінниці, Житомира і Києва, які до неї увійшли. У центрі малинового щита із заокругленим нижнім краєм та виїмками зверху містився щиток, розтятий і перетятий на чотири поля. У першому зеленому полі ― фігура герба Гайсина, де розташовано штаб бригади, у другому червоному ― фігури герба Вінниці, у третьому синьому ― фігура герба Києва, у четвертому синьому ― фігура герба Житомира. Щиток був накладений на схрещені автомати Калашникова й оточений золотим дубовим вінком, перевитим стрічками у кольорах українського прапора. Зображення доповнювали номер бригади й абревіатура її назви золотими цифрами та літерами, а також девіз «ГІДНІСТЬ ВОЛЯ ПЕРЕМОГА» срібними літерами.
25 листопада 2015 р. Михайло Слободянюк та Роман Крупа підготували інший малюнок бригадної емблеми. На ньому у центрі малинового щита зі срібним окуттям ― герб Гайсина на тлі золотих схрещених пернача й гвинтівки, обабіч якого по золотій БМП. Девіз розмістили над щитом міського герба, номер бригади — нижче нього. Також автори додали герб України зі стрічками кольорів українського прапора у верхній частині та калиновий напіввінок зі зеленим листям і червоними ягодами у нижній частині.
Не пізніше вересня 2019 р. бригада отримала чергову емблему, яка враховувала «Методичні рекомендації щодо окремих питань розвитку і впровадження військової символіки у Збройних Силах України», напрацьовані у ГУ РСМЗ. Оливковий щит зі срібним кантом прикрасив срібний лапчастий хрест, між сторонами якого схрещені списи (вістря срібні, древка коричневі). У центрі хреста — чорний щиток зі срібною підковою вухами догори. Девіз перенесли на декоративно-інформаційну стрічку над щитом. Оскільки вмістити всі три слова не видавалося можливим, залишили два: «ВОЛЯ ПЕРЕМОГА».
У грудні 2020 року пресслужба бригади оприлюднила нову нарукавну емблему. Емблема має вигляд геральдичного щита оливкового кольору з блакитним кантом, центральним елементом є три розширених срібних шеврона облямованих та зазубрено розімкнутих чорним, верхній з яких з петлею. Повідомлялося, що такі шеврони в українському війську кінця 1917 — початку 1918 року позначали посаду отаману корпусу і використовувались Яковом Гандзюком на честь якого названа бригада. Ця емблема була розкритикована виданням Ukrainian Military Pages, оскільки подібна емблема не вказує безпосередньо на Якова Гандзюка, а взагалі на отаманів корпусів.

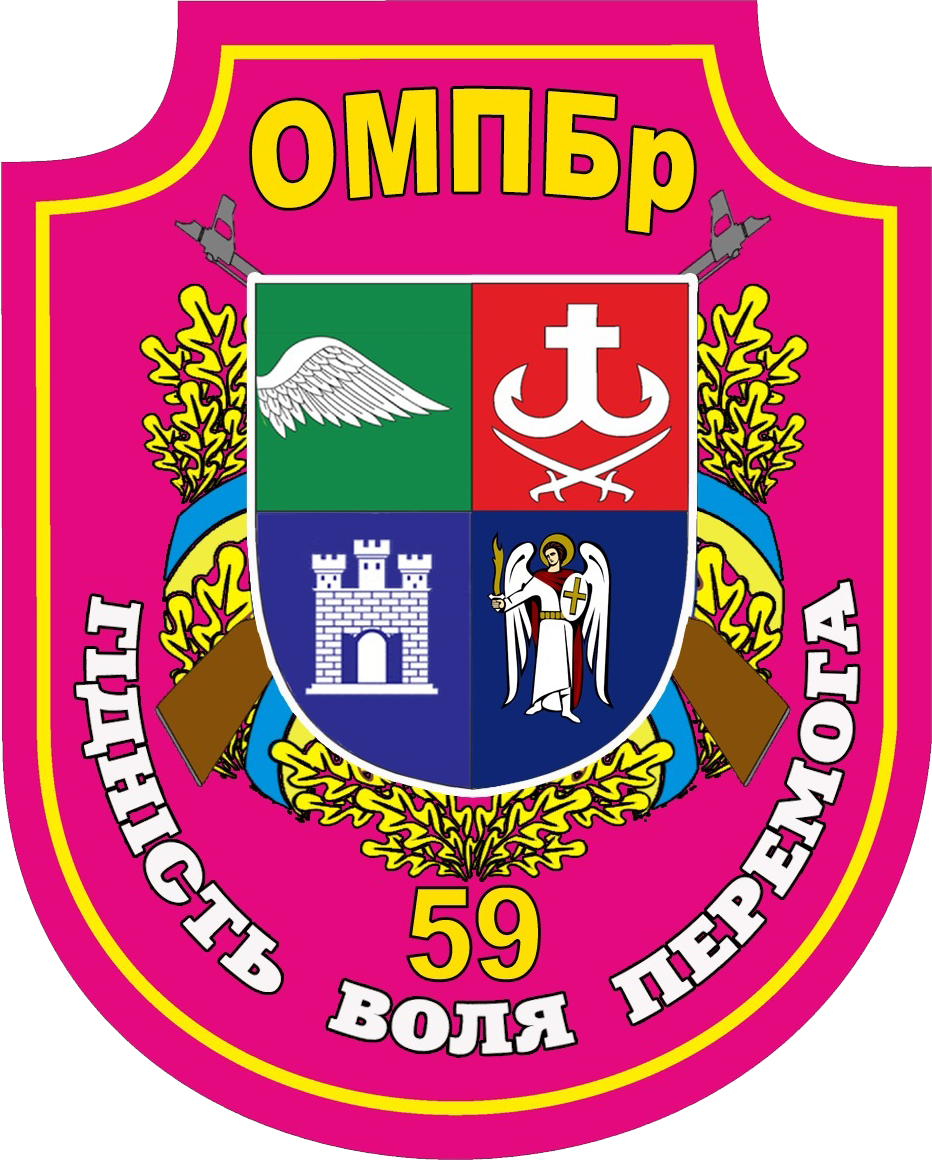
2014—2015
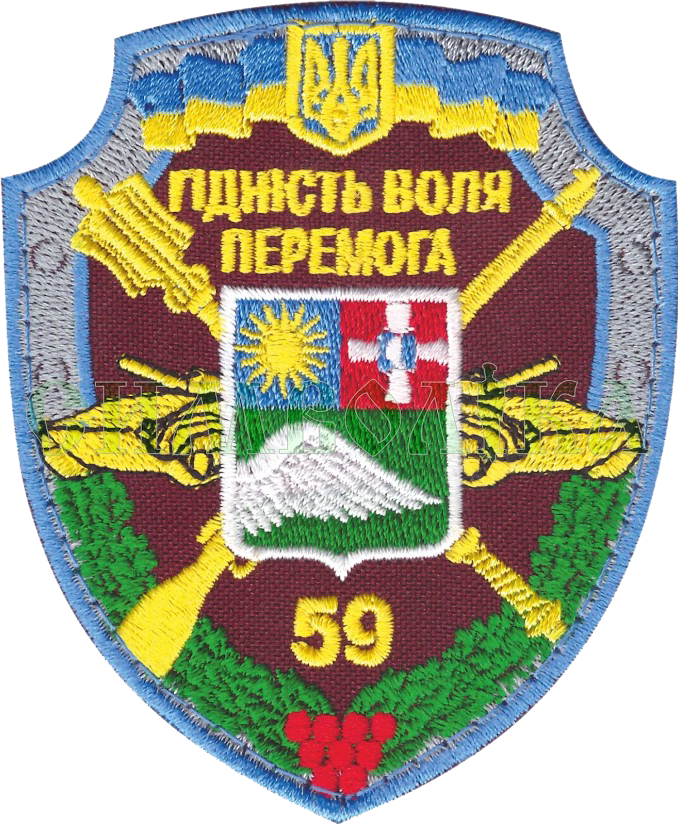
2015—2019
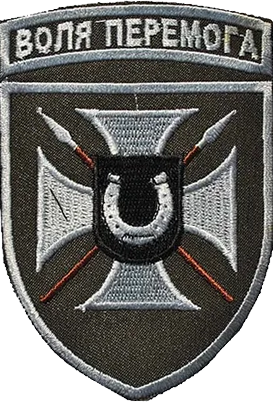
2019—2020
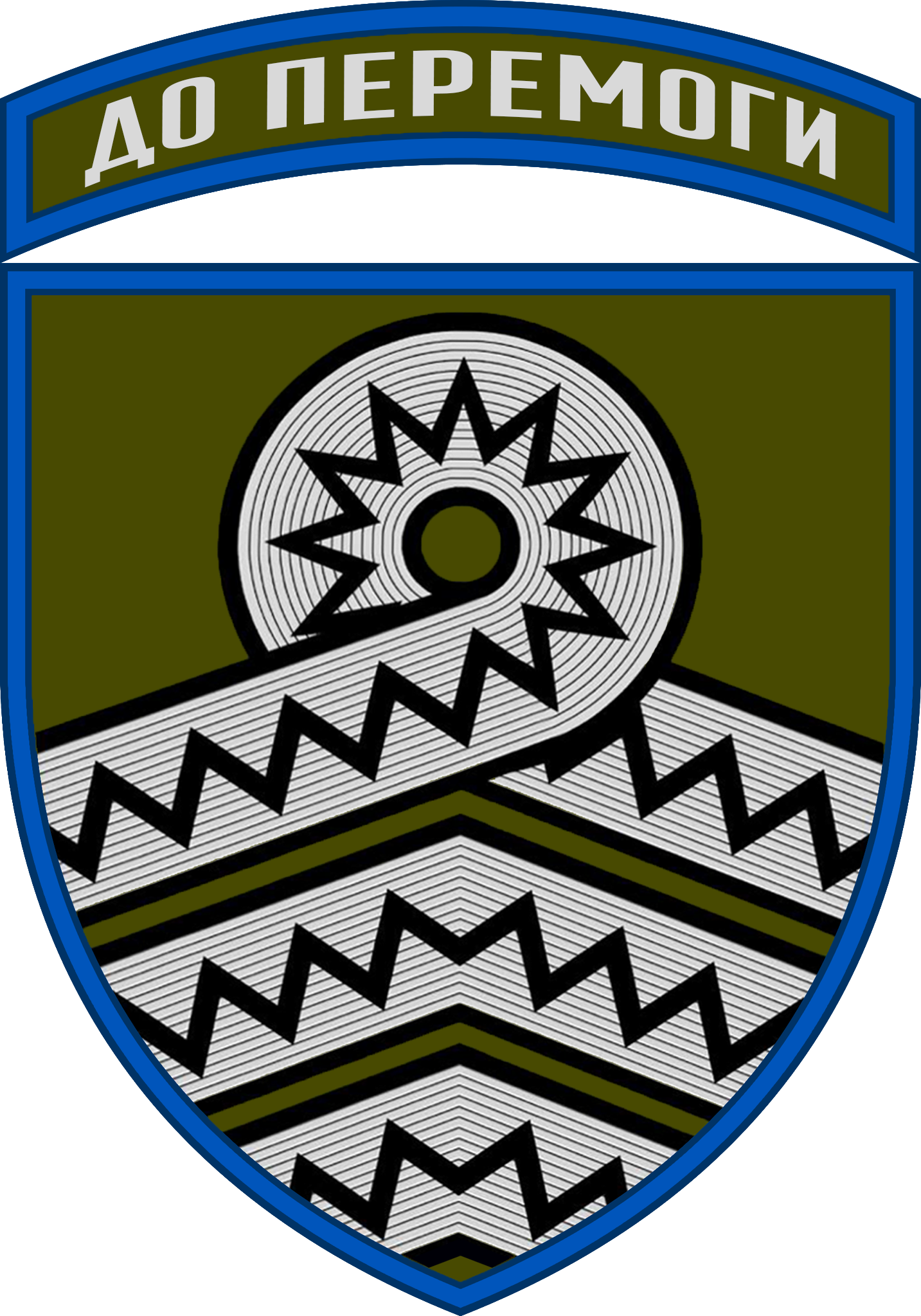
з 2020

### Прізвисько
Бригада має прізвисько «Степові Хижаки». Воно закріпилося за нею завдяки її бойовому духу, маневреності та здатності діяти в складних умовах степової місцевості. Образ степового хижака символізує хитрість, витривалість і здатність до швидких атак, що є характерними рисами українських військових.

## Побут

### Інфраструктура
У 2019 році для бригади планують звести чотири двоповерхових гуртожитки. Кожен із них розрахований на проживання 120 контрактників по 4 особи у кімнаті. Також розпочалось будівництво двох чотириповерхових будівель — це будуть однокімнатні квартири для проживання військовослужбовців сержантського складу.

### Інциденти
13 листопада 2019 року у Гайсині близько 17.00 на одному зі складів зберігання речового майна (3-4 категорії) військової частини сталося займання. О 18.32 пожежу локалізовано силами працівників ДСНС України у Вінницькій області. Станом на 20.40 13.11.2019 р. — пожежу ліквідовано. Травмування та загибелі особового складу військової частини внаслідок пожежі немає. Згідно повідомлення Військової прокуратури Центрального регіону України вогнем було знищено близько 1100 кевларових шоломів, 800 бронежилетів, 1500 спальних мішків, 100 польових наметів, понад 1000 одиниць польової форми, 1400 костюмів захисту від води та інше. Попередня сума збитків складає — 10,5 мільйонів гривень. За фактом пожежі на речовому складі 59 ОМПБр розпочато кримінальне провадження, досудове розслідування справи за ознаками злочину, передбаченого ч. 3 ст. 425 Кримінального кодексу України, доручено ДБР.

У листопаді 2022 року в ЗМІ з'явилася інформація про побиття командиром 11 окремого мотопіхотного батальйону 59 омпбр Яном Яцишеном свого підлеглого Олександра Гурина. За словами потерпілого, інцидент стався у вересні 2022 року і став наслідком того, що він відмовився виконати наказ Яцишена, тому що він вважав його незаконним. Офіційних коментарів з боку командування 59 омпбр не було.
"[Яцишин] бив мене міліцейським кийком по обличчю, кажучи: «Ти дізнаєшся, що буває, коли не слухаєшся моїх команд», — згадує Гурин. «Я служу з 2014 року. Такого (як подій у 59-й бригаді) я ніколи не бачив», — згадав Гурин, маючи на увазі, наприклад, «наказ відправляти людей на позиції, коли ще були росіяни».
У листопаді 2023 року в ЗМІ з'явилася інформація про невдоволення родин зниклих безвісти військовослужбовців 59-ї бригади відсутністю розслідувань того, що з ними сталося, і грубою манерою спілкування з родичами солдатів з боку командування. Катерина Дембовська, дружина військовослужбовця 11 омпб 59 омпбр Володимира Дембовського, звинуватила командира 11-го батальйону Яна Яцишена в наданні їй неправдивої інформації про долю свого чоловіка. Крім того, посилаючись на інформацію від Володимира, вона сказала, що на початку війни військовослужбовцям батальйону не виплачували заробітну плату в повному обсязі і відправляли їх воювати без необхідного спорядження і зброї.

## Втрати
Основні бойові втрати підрозділів бригади випали на літо — осінь 2017 року, коли бригада виконувала бойові завдання на Приморському напрямку в Донецькій області. Протягом 2015—2017 років безповоротні втрати бригади склали 16 осіб.

## Вшанування
На початку лютого 2019 року на території військової частини А1619, де базується бригада, було відкрито Меморіальний комплекс Алеї слави на честь загиблих воїнів 59-ї окремої мотопіхотної бригади. На меморіальній стелі викарбувано імена 48 солдатів, які загинули під час війни на сході України.

### Нагороджені
Найвищими державними нагородами відзначені:
- Бондарук Віталій Анатолійович — старший лейтенант. Герой України (2022, посмертно).
- Дозірчий Дмитро Леонідович — старший лейтенант. Герой України (2022).
- Котенко Сергій Леонідович — полковник. Герой України (2022, посмертно).
- Пальченко Євгеній Михайлович — лейтенант. Герой України (2022).
- Українець Владислав Петрович — лейтенант. Герой України (2022, посмертно).

### Відео
- 59-а мотопіхотна бригада ЗСУ святкує другу річницю // 09.12.2016
- Бійці 59-ї мотопіхотної бригади ЗСУ тренуються з гарматами забороненими Мінськими угодами // 07.04.2016
- Бійці 59-ї мотопіхотної бригади відпрацьовують стрільби з протитанкових гармат // 30.06.2016
- Степан Полторак нагородив військовослужбовців 59-ї бригади // 18.03.2017
- Тактичні навчання мотопіхотної бригади [Архівовано 11 липня 2021 у Wayback Machine.] // 07.04.2017